# ヒルベルトの23の問題
ヒルベルトの23の問題（ヒルベルトの23のもんだい、英: Hilbert(’s) 23 problems）は、ドイツ人の数学者であるダフィット・ヒルベルトによりまとめられた、当時未解決だった23の数学問題である。ヒルベルト問題 (Hilbert(’s) problems) とも呼ばれる。

## 概要
1900年8月8日に、パリで開催されていた第2回国際数学者会議 (ICM) のヒルベルトの公演で、23題の内10題（問題1, 2, 6, 7, 8, 13, 16, 19, 21, 22）が公表され、残りは後に出版されたヒルベルトの著作で発表された。

### 第24問題
彼は元々24題の問題を用意していたが、その内の1題は割愛された。この24番目の問題（簡潔性と総合的な方法の評価基準に関する証明論）は2000年にドイツの歴史学者リュディガー・ティーレによって発見されたヒルベルトの手記中に、その存在が初めて確認された。
| 問題   | 問題                                                                     | 問題（原文） | 概要 | 状況                               | | 解決年            |
| ------ | ------------------------------------------------------------------------ | --- | --- | ---------------------------------- | --- | ----------------- |
| 第1    | 連続体の基数に関するカントールの問題                                     | Cantor's problem of the cardinal number of the continuum                                                                                   | 連続体仮説のこと | 中立的解決                         | ゲーデル(1940)とコーエン(1963)により連続体仮説とZFC公理系との独立性が示された。つまりZFCからこの問題は証明も反証もできない。(詳細は連続体仮説を参照) | 1963              |
| 第2    | 算術の公理間の整合性                                                     | The compatibility of the arithmetical axioms                                                                                               | 算術の公理系の各公理の独立性、および公理系の無矛盾性を示すことができるか。 | 部分的解決                         | 無矛盾性に関してゲーデル(1931)の第二不完全性定理とゲンツェン(1936)によるε0の整列可能性を仮定した算術の無矛盾性証明があるが、これらにより問題が解決されたとするかに関するコンセンサスはない。 | —                 |
| 第3    | 等底・等高な２つの四面体の等積性                                         | The equality of the volumes of two tetrahedra of equal bases and equal altitudes                                                           | 同じ底面積・同じ高さを持つ２つの四面体の体積が等しいことを積分を使わずに、これらの四面体を切断することで合同な多面体の組ができるか否かのみで決定することが決定できるか。 | 否定的解決                         | デーンがデーン不変量を定義して解決。 | 1900              |
| 第4    | ２点間の最小距離としての直線に関する問題                                 | Problem of the straight line as the shortest distance between two points                                                                   | | 解決か否かを 決めるには 問題が曖昧 | ヒルベルトは問題発表時、自身の研究により既に問題にあるような幾何学を得ており、その上での問題発表となった。この問題は1901年にゲオルク・ハメルによって解かれたが多くの制約を余儀なくされた証明法だったので、1929年にヒルベルトの弟子パウル・フンクがこれを改善したものを発表した。また1943年にはハーバート・ビュースマンも改善に成功し、問題を測地線の幾何学に一般化した。しかしRowe & Grayはこの第4問題が解決されたかどうかはとても曖昧であると記している。 | —                 |
| 第5    | 群演算に可微分性を仮定しない連続な変換群に関するリーの概念               | Lie's concept of a continuous group of transformations without the assumption of the differentiability of the functions defining the group | 位相群がリー群となるための条件 | 部分的解決                         | 問題の意味の解釈によってはAndrew M. Gleasonにより解決。問題がヒルベルト゠スミス予想の事だとすると未解決である。 | 1953?             |
| 第6    | 物理学の諸公理の数学的扱い                                               | Mathematical treatment of the axioms of physics                                                                                            | | 部分的解決                         | | —                 |
| 第7    | 種々の数の無理性と超越性                                                 | Irrationality and transcendence of certain numbers                                                                                         | 以下の２つの同値な問題を問うたもの： 1. 二等辺三角形において、底辺の両端の2つの同じ大きさの角（底角）と残り1つの角（頂角）の比が代数的数で，有理数でないとき、底辺と斜辺の長さの比は超越数か？ 2. 代数的数{\displaystyle a\not \in \{0,1\}}と代数的無理数{\displaystyle b}に対し{\displaystyle a^{b}}は常に超越数か？ | 解決                               | ゲルフォント゠シュナイダーの定理により解決。この定理はアレクサンダー・ゲルフォント (en)（1934年） とテオドール・シュナイダー (en)（1935年） によって、それぞれ独立に証明された。 | 1934              |
| 第8    | 素数に関する問題                                                         | Problems of prime numbers | リーマン予想 | 未解決                             | | —                 |
| 第9    | 任意の数体における最も一般的な相互法則の証明                             | Proof of the most general law of reciprocity in any number field                                                                           | 一般相互法則 | 解決                               | エミール・アルティンが代数体のアーベル拡大に対してアルティン相互法則を証明したことにより解かれた(1927年) 。関数体に対してはShafarevichが同様の成果を示している。 | 1927              |
| 第10   | ディオファントス方程式の可解性の決定問題                                 | Determination of the solvability of a diophantine equation                                                                                 | | 否定的解決                         | ユーリ・マチャセビッチが否定的に解決した。ディオファントス方程式に解があるか否かを有限時間で決定可能なアルゴリズムは存在しない。 マチャセビッチの定理を説明するため、以下のように定義する：整数の組の集合{\displaystyle {\mathfrak {M}}}がディオファントスであるとは、ある整数係数多項式{\displaystyle P(a,x_{1},\ldots ,x_{n})}が存在し、{\displaystyle {\mathfrak {M}}=\{a\in \mathbb {Z} \mid \exists (x_{1},\ldots ,x_{n})\in \mathbb {Z} ^{n}~:~P(a,x_{1},\ldots ,x_{n})=0\}}となることを指す。マチャセビッチの定理は整数の組の集合{\displaystyle {\mathfrak {M}}}がディオファントスである必要十分条件は{\displaystyle {\mathfrak {M}}}が帰納に列挙可能な整数の組の集合である、というものである。これはすなわち、与えられたPに対し、{\displaystyle P(a,x_{1},\ldots ,x_{n})=0}が解を持つa（そのようなaは無限個あるかもしれない）を順に出力するアルゴリズムが必ず存在することを意味するので、解を持つaに対しては解を持つことを有限時間で決定可能であるが、逆に解を持たないaに対しては解がないことを有限時間では決定できない場合もあることを意味する。よってディオファントス方程式に解があるか否かを有限時間で決定可能なアルゴリズムは存在しない。 | 1970              |
| 第11   | 任意の代数的数を係数とする二次形式                                       | Quadratic forms with any algebraic numerical coefficients                                                                                  | 代数体上の二次形式の分類 | 部分的解決                         | | —                 |
| 第12   | アーベル体に対するクロネッカー・ウェーバーの定理の代数的な有理数への拡張 | Extension of Kronecker–Weber theorem on abelian fields to any algebraic realm of rationality                                               | 類体の構成問題 | 未解決                             | | —                 |
| 第13   | 任意の7次方程式を2変数の関数だけで解くことの不可能性                     | Impossibility of the solution of the general equation of the 7th degree by means of functions of only two arguments                        | | 部分的解決                         | | —                 |
| 第14   | 不変式系の有限性の証明                                                   | Proof of the finiteness of certain complete systems of functions                                                                           | | 否定的解決                         | 1958年、永田雅宜が反例を作り、否定的に解決した。 | 1959              |
| 第15   | シューベルトの数え上げ計算の厳密な基礎づけ                               | Rigorous foundation of Schubert's enumerative calculus                                                                                     | | 部分的解決                         | | —                 |
| 第16   | 代数曲線および曲面の位相の問題                                           | Problem of the topology of algebraic curves and surfaces                                                                                   | | 未解決                             | | —                 |
| 第17   | 定符号の式を完全平方式を使った分数式で表現すること                       | Expression of definite forms by squares | | 解決                               | | 1927              |
| 第18   | 合同な多面体による空間の構築                                             | Building up of space from congruent polyhedra                                                                                              | 結晶群・敷きつめ・最密充填（球充填）・接吻数問題 | 解決                               | | (a) 1928 (b) 1998 |
| 第19   | 正則な変分問題の解は常に解析的か                                         | Are the solutions of regular problems in the calculus of variations always necessarily analytic?                                           | | 解決                               | 1904年にセルゲイ・ベルンシュテインが解決した。 | 1957              |
| 第20   | 一般境界値問題                                                           | The general problem of boundary values | | 解決                               | | ?                 |
| 第21   | 与えられたモノドロミー群をもつ線型微分方程式の存在証明                   | Proof of the existence of linear differential equations having a prescribed monodromic group                                               | | 否定的解決                         | リーマン・ヒルベルト問題とも呼ばれる。フレドホルム積分方程式に関するヒルベルトの研究を応用して、1908年にヨシップ・プレメルヒが積分方程式の問題に再定式化して、肯定的に解決した。1913年にジョージ・デビット・バーコフがリーマン・ヒルベルト問題とは気づかずに別証明を与えた。だが、1989年にドミトリー・アノゾフとアンドレイ・ボリブルヒが正則であるがフックス型でない微分方程式系があることを示して、プレメルヒとバーコフの証明の誤りを明らかにし、リーマン・ヒルベルト問題が否定的に解決されることを証明した。モノドロミー表現が既約である場合にだけ、リーマン･ヒルベルト問題は肯定的に解決される。 | 1989              |
| 第22   | 保型関数による解析関数の一意化                                           | Uniformization of analytic relations by means of automorphic functions                                                                     | | 部分的解決                         | パウル・ケーベとアンリ・ポアンカレがそれぞれ独立に肯定的に解決した。一意化定理は1880年代からポアンカレが研究し、その一部を証明していたが、ヒルベルトは23の問題の一つとして取り上げて、その厳密な証明を求めた。 | —                 |
| 第23   | 変分法の研究の展開                                                       | Further development of the methods of the calculus of variations                                                                           | | 未解決                             | この分野でのカール・ワイエルシュトラス、クネーザー、アンリ・ポアンカレの貢献を評価して、変分法の重要性と研究課題を指摘することで、ヒルベルトはその後の関数解析や偏微分方程式論の発展を促した。変分法は数学と物理学が深く関連した研究分野である。ヒルベルトもクーラントとの共著『数理物理学の方法』で変分法を広範に論じた。 | —                 |
| (第24) | 簡潔性と総合的な方法の評価基準に関する証明論                             | | | 解決か否かを 決めるには 問題が曖昧 | |                   |

## ヒルベルトの問題の性質および影響
ヒルベルトは、当時彼の実力と名声の頂点にあり、その後にはゲッティンゲン大学で類を見ないような学派を率いることになるのだった。しかし、この問題をつぶさに見ていくならば、それほど単純でない。
当時の数学はまだ散漫なものであり、言葉を記号に、直感への訴えかけを公理に置き替える傾向はまだ抑制されていた。これらは次世代の数学者たちによって強く取り入れられることになる。
1900年のヒルベルトは（それぞれの分野に恒久的な変革をもたらす）公理的集合論、ルベーグ積分、位相空間あるいはチャーチの提唱を利用することはできなかった。関数解析は、ある意味ヒルベルト空間を見いだしたヒルベルト自身によって基礎づけられたといえるが、そのころはまだ変分法との明確な区別がされていなかった。変分数学に関連した問題が2つリストに挙げられている一方で、素朴な問いが立てられたであろうスペクトル理論に関する問題は一つもない（問題19は準楕円性に関連しているが）。
その意味では、リストは予言的ではなかった。ヒルベルトのリストは位相幾何学、群論および測度論が20世紀に急速に発展することを予測できていなかったし、数理論理学が成功していく方法論とは違った考え方にたっていた。したがって、リストの直接の価値は、部分的で個人的な論説としてのものでしかなく、いくつかの研究プログラムと未終結の調査を示しただけのものだともいえる。
実は、投げかけられた問の多くは21世紀の（あるいは1950年代の、でも）職業数学者の、よい問に対する解答は数学の学術的専門誌で公表された論文の形をとるだろうという考えを裏切ることになった。もしそうだったとしたら、リストの解説は問題が解決されていれば論文の掲載誌への参照を示し、さもなければ質問が未解決であるといえるほどに簡単になっただろう。
場合によっては、ヒルベルトが用いた言葉は、何が問題として定式されているのかについて、何かしら解釈の余地があると考えられる。繰り返しになるが、ヒルベルト自身によるユークリッド幾何の定式化に端を発し、プリンキピア・マテマティカをへてブルバキと至るまで純粋数学に植え付けられた公理的な基礎付けはまだなかった。
驚くべきことに、第1と第5の問題は記述が十分に明瞭でないために未解決の状態にあるとも言える。
第12問のような場合では、ヒルベルトが何を目指していたのかがわかりやすいように書かれているとも、単に中途半端な予想を示しただけだともとれる。Rowe & Grayによると、いくつかの問題は完全に定義されておらず、しかし十分な進歩がそれらの問題を"解決された"として考えられるようにはなっているという。
ともあれ重要な点は、当時の数学者のコミュニティ（数少ない研究リーダーはだいたい少数のヨーロッパ諸国に集中しており、また個人的な知り合い同士だったので、今と比べたら小さなものだった）によりヒルベルトのリストが速やかに受け入れられたことである。それら問題は綿密に研究され、1つでも解決できれば名声を得ることができた。
少なくとも、問題内容と同じくらいそのスタイルも影響力をもっていた。ヒルベルトは明晰さを要求し、アルゴリズム的な質問に対しては、実際のアルゴリズムではなく原理的な解決を、非専門家には分かりづらい直観によって導かれていた分野（シューベルト幾何および数え上げ幾何）についてはしっかりとした基礎付けを求めた。
こうした姿勢は多くの追随者によって引き継がれたが、同時に今なお疑義が呈されてもいる。30年後になっても、ヒルベルトは彼の立場をさらに先鋭化しただけだった。

### ヒルベルトによる公示としての性格
問題リストおよびその議論の方法が影響力を与えるつもりで作られたのは明らかである。
ヒルベルトは帝国建設、計画的な熱意、はっきりとした方向付けと、学派の基礎をはっきりとさせることについてのドイツ学会の期待を感じずにはいられなかった。今では誰も「ヒルベルト学派」という語をそのような意味で用いることはないし、ヒルベルトの問題もフェリックス・クラインのエルランゲン・プログラムのような受け取られかたをされることはなかった。クラインはヒルベルトの同僚だったが、ヒルベルトのリストと比べると全く規定的ではなかった。マイケル・アティヤはエルランゲン・プログラムを時期尚早のものと評した。対照的に、ヒルベルトの問題は専門家の時宜のはかりかたというものを示している。
現在「ヒルベルト学派」がなにがしかを意味するとすれば、それは恐らく作用素の理論と、数理物理におけるヒルベルトとクーランによる一連の著作を正典とするような流儀のことになるだろう。上で述べたように、ヒルベルトはリストの中でスペクトル理論についての問題を直接には提起していない。そうすることはクライン流のやり方になっただろうとも言えるだろう。さらに、彼自身の代数学への主要な貢献であり、不変式論を研究していた頃からの関心の的であった可換環論（そのころはイデアル理論とよばれていた）にそれほどの重要性を与えなかったし、少なくとも表面上は、レオポルト・クロネッカーに立ち向かっていたゲオルク・カントールを助けるような教えを広めることもなかった（コンスタンス・リードの伝記に伝えられるように、ヒルベルトはクロネッカーから多くを学んだが、彼の姿勢を嫌悪していた）。リストの先頭に集合論があげられていることからは多くを読み取ることができただろう。
古典的解析の一分野であり、純粋数学者なら誰でも知っているだろう複素関数論はかなり無視されている。リーマン予想以外に、ビーベルバッハ予想などのよい問が欠けている。ヒルベルトの戦略的な目標のうちには可換環論を複素関数論と同じ序列に上げることがあったが、これには50年かかることになった（そして、いまだに地位が入れ替わるまでには至っていない）。
ヒルベルトには幾人かの相談相手がいた。アドルフ・フルヴィッツとヘルマン・ミンコフスキーはどちらも親しい友達で、彼に匹敵する知性の持ち主だった。彼は数の幾何学（問題18）と二次形式（問題11）についてのミンコフスキーの研究に賛意を送っている。フルヴィッツはリーマン面の理論を大きく前進させた。ヒルベルトは、発展の途上にあった類体論に関する自身の研究において、代数的整数論の幾何学的指針として関数体との類比を援用したが、これは問題9に反映されており、ある程度は問題12、問題21および問題22にもそれがみられる。1900年におけるほかのライバルといえばアンリ・ポアンカレぐらいだったが、問題16の後半は力学系に関するポアンカレ流の問である。1902年にはポアンカレ予想についても語った。